# 南非強齒鯛
南非強齒鯛(Petrus rupestris)為輻鰭魚綱鱸形目鱸亞目鯛科強齒鯛屬的唯一一種，分布於東南大西洋南非莫塞爾貝至納塔爾海域，棲息深度可達250公尺，體長可達200公分，棲息在沿岸岩石底質海域、河口區，屬肉食性，以甲殼類、魚類、章魚等為食，可做為食用魚及遊釣魚，肝臟有毒，不能食用。